# Evangelisch-Lutherisches Dekanat Cham
Das Evangelisch-Lutherische Dekanat Cham war bis 2024 eines der damals acht Dekanate des Kirchenkreises Regensburg. Zum Dekanat gehörten 10 Kirchengemeinden und ein evangelisches Jugendwerk. Es bezeichnete sich selbst als das Bayerwalddekanat.
Das Gebiet des Dekanats umfasste einen kleinen Teil des Landkreises Schwandorf und die beiden Landkreise Cham und Regen. Im Dekanatsbezirk lebten ca. 15.000 evangelische Christen, was einem Anteil von weniger als 5 % der Bevölkerung entsprach. Der Dekanatsbezirk war ein extremes Diasporagebiet.

## Geschichte
Die Geschichte der Evangelischen im Dekanat ist auf Grund der Fläche sehr vielfältig.
Für das Gebiet um Cham selbst gilt: Es wurde in der Mitte des 16. Jahrhunderts als Teil der Kurpfalz zuerst lutherisch, dann calvinistisch. Nach 1620 setzte sich in der Oberpfalz die Gegenreformation durch. Die 1558 errichtete kurpfälzische Superintendentur Cham wurde 1625 aufgehoben. Erst im Jahr 1800 wurde den Protestanten wieder erlaubt, sich im Kurfürstentum Bayern niederzulassen. Erst durch den Zuzug von Vertriebenen nach 1945 stieg deren Zahl aber deutlich an.
Das Dekanat Cham wurde 1951 gegründet und bestand aus Teilen der Dekanate Regensburg, Sulzbach-Rosenberg sowie Passau. Die meisten heutigen Gemeinden wurden erst nach der Dekanatsgründung gegründet.
Das Dekanat Cham ist am 1. Juli 2024 mit den Dekanaten Sulzbach-Rosenberg und Weiden zum Dekanat Cham/Sulzbach-Rosenberg/Weiden fusioniert.

## Kirchengemeinden
Zum Zeitpunkt der Auflösung gehörten folgende Kirchengemeinden zum Dekanat:
- Bad Kötzting, Matthäuskirche (Bad Kötzting), Markuskirche (Lam)
- Cham, Erlöserkirche
- Furth im Wald, Zachäuskirche
- Neunburg vorm Wald, Versöhnungskirche (Neunburg vorm Wald)
- Nittenau,  Erlöserkirche (Nittenau), Auferstehungskirche (Bodenwöhr)
- Regen, Auferstehungskirche
- Roding, Christuskirche
- Viechtach, Christuskirche (Viechtach), Friedenskirche (Teisnach), Gnadenkirche (Ruhmannsfelden)
- Waldmünchen, Friedenskirche (Waldmünchen), Auferstehungskirche (Rötz)
- Zwiesel, Kreuzkirche

## Persönlichkeiten
- Anna Nicole Heinrich, Präses der EKD-Synode